# Manu Diericx
Manu Diericx (Dendermonde, 30 september 1994) is een Belgisch Vlaams-nationalistisch politicus voor de Nieuw-Vlaamse Alliantie (N-VA).

## Levensloop
Na afstuderen in de richting Latijn-wiskunde op het Sint-Lodewijkscollege in Lokeren, behaalde Diericx in 2016 een master in de politieke wetenschappen en in 2020 als werkstudent een master in de rechten aan de Universiteit Gent.

## Politieke loopbaan
Bij de gemeenteraadsverkiezingen van oktober 2018 werd Diericx voor de N-VA verkozen tot gemeenteraadslid voor de stad Lokeren. Hij werd er lid van de commissie Algemeen Beleid en ging werken rond veiligheid, onderwijs en inburgering. In oktober 2024 werd hij herkozen.
Bij de federale verkiezingen van mei 2019 was hij kandidaat in de kieskring Oost-Vlaanderen. Vanop de achtste plaats van de lijst werd hij echter niet verkozen.
Van november 2019 tot oktober 2024 was Diericx werkzaam als jurist op het kabinet van Ben Weyts, Vlaams viceminister-president en minister van Onderwijs, Sport, Dierenwelzijn en Vlaamse Rand. Eerder was hij van 2017 tot 2019 expert sociale media voor de partij N-VA.
Bij de Vlaamse verkiezingen van juni 2024 stond Diericx als tweede opvolger op de N-VA-lijst in de kieskring Oost-Vlaanderen. In oktober 2024 legde hij de eed af als Vlaams Parlementslid ter vervanging van Vlaams minister-president Matthias Diependaele.  In het Vlaams Parlement werd hij eerste ondervoorzitter van de commissie Cultuur, Jeugd, Sport en Media en lid van de Interparlementaire Commissie van de Nederlandse Taalunie. Sinds december 2024 zetelt Diericx tevens als deelstaatsenator in de Senaat.

## Erkenning en prijzen
Diericx won in 2021 de prijs van ‘Beste Nederlandstalige solo-prestatie’ op het Belgisch kampioenschap welsprekendheid, georganiseerd door PUBLIQ vzw.